# Tikhoretsky (huyện)
Huyện Tikhoretsky (tiếng Nga: ? райо́н) là một huyện hành chính tự quản (raion), của Vùng Krasnodar, Nga. Huyện có diện tích 1822 km², dân số thời điểm ngày 1 tháng 1 năm 2000 là 60000 người. Trung tâm của huyện đóng ở Tikhoretsk.